# Agathidium bushi
Agathidium bushi ist eine Art der Schwammkugelkäfer (Leiodinae), die bevorzugt in verrottendem Baumholz lebt und sich von Schleimpilzen auf Baumrinde ernährt.

## Merkmale
Agathidium bushi gehört mit rund 3 Millimetern Körperlänge zu den mittelgroßen Arten der Gattung Agathidium. Oberseits ist er gelbrot, unterseits gelb gefärbt. Die Beine und Antennen sind gelb bis gelbbraun.

## Verbreitung
Der Käfer wurde bisher nur im Nordosten der USA gefunden. Er ist im Süden des Bundesstaates Ohio, in North Carolina sowie in Virginia beheimatet.

## Namensgebung
In der englischen Sprache wird die Gattung aufgrund ihrer Ernährung auch als Slime mold beetles, übersetzt „Schleimpilz-Käfer“, bezeichnet.
Der Käfer wurde von den amerikanischen Insektenforschern Quentin D. Wheeler und Kelly B. Miller, zwei früheren Wissenschaftlern der renommierten Cornell University, im Jahr 2005 nach dem damaligen US-Präsidenten George W. Bush benannt. Die Namensgeber betonten, dass die Namensgebung keine Beleidigung darstelle, sondern vielmehr eine Auszeichnung.
Wheeler wörtlich in einer Presseerklärung der Universität: „Wir bewundern diese Führungspersönlichkeiten als Mitbürger, die den Mut zu ihrer Überzeugung haben und bereit sind, Prinzipien von Freiheit und Demokratie zu folgen, obwohl das sehr oft schwer und unpopulär ist, anstatt das Naheliegende und Populäre hinzunehmen“.
In den Augen des Nachrichtenmagazins Der Spiegel stellt die Benennung allerdings eine Rache der Forscher für angeblich „offene und verborgene Gängeleien der Regierung Bush“ dar, die sich in der Wissenschaft so viele Feinde gemacht habe wie noch keine US-Regierung zuvor.
Weitere Arten der Gattung Agathidium sind Agathidium cheneyi, Agathidium rumsfeldi und Agathidium vaderi.